# Maacem
Maacem (în arabă المعاصم) este o comună din provincia Tissemsilt, Algeria.
Populația comunei este de 5.027 de locuitori (2008).